# تشارلز إي. فينتر
تشارلز إي. فينتر (بالإنجليزية: Charles E. Winter)‏ هو قاضي ومحامي وسياسي أمريكي، ولد في 13 سبتمبر 1870 في الولايات المتحدة، وتوفي بنفس المكان في 22 أبريل 1948. حزبياً، نشط في الحزب الجمهوري. انتخب عضو مجلس النواب الأمريكي.